# Florian Ayé
Florian Ayé (ur. 19 stycznia 1997 w Paryżu) – francuski piłkarz występujący na pozycji napastnika we francuskim klubie AJ Auxerre.

## Kariera klubowa

### AJ Auxerre
W 2012 roku dołączył do akademii AJ Auxerre. W 2015 roku podpisał profesjonalny kontrakt z klubem i został przesunięty do pierwszej drużyny. Zadebiutował 7 sierpnia 2015 w meczu Ligue 2 przeciwko Valenciennes FC (0:0). Pierwszą bramkę zdobył 29 kwietnia 2016 w meczu ligowym przeciwko FC Sochaux-Montbéliard (2:3).

### Clermont Foot 63
7 czerwca 2018 przeszedł do zespołu Clermont Foot 63. Zadebiutował 27 lipca 2018 w meczu Ligue 2 przeciwko LB Châteauroux (0:0). Pierwszą bramkę zdobył 3 sierpnia 2018 w meczu ligowym przeciwko Chamois Niortais FC (4:2).

### Brescia Calcio
5 lipca 2019 podpisał trzyletni kontrakt z klubem Brescia Calcio. Zadebiutował 18 sierpnia 2019 w meczu Pucharu Włoch przeciwko AC Perugia Calcio (2:1). W Serie A zadebiutował 25 sierpnia 2019 w meczu przeciwko Cagliari Calcio (0:1). W sezonie 2019/20 jego zespół zajął przedostatnie miejsce w tabeli i spadł do niższej ligi. W Serie B zadebiutował 26 września 2020 w meczu przeciwko Ascoli Calcio 1898 FC (1:1). Pierwszą bramkę zdobył 16 października 2020 w meczu ligowym przeciwko US Lecce (3:0).

## Statystyki
(aktualne na dzień 25 kwietnia 2022)
| Klub               | Sezon              | Liga               | Liga  | Liga   | Puchar kraju | Puchar kraju | Puchar ligi | Puchar ligi | Suma  | Suma   |
| Klub               | Sezon              | Liga               | Mecze | Bramki | Mecze        | Bramki       | Mecze       | Bramki      | Mecze | Bramki |
| ------------------ | ------------------ | ------------------ | ----- | ------ | ------------ | ------------ | ----------- | ----------- | ----- | ------ |
| AJ Auxerre         | 2015/16            | Ligue 2            | 8     | 1      | 0            | 0            | 1           | 0           | 9     | 1      |
| AJ Auxerre         | 2016/17            | Ligue 2            | 20    | 0      | 1            | 1            | 2           | 0           | 23    | 1      |
| AJ Auxerre         | 2017/18            | Ligue 2            | 20    | 2      | 4            | 2            | 1           | 1           | 25    | 5      |
| AJ Auxerre         | Ogólnie            | Ogólnie            | 48    | 3      | 5            | 3            | 4           | 1           | 57    | 7      |
| Clermont Foot 63   | 2018/19            | Ligue 2            | 38    | 18     | 3            | 1            | 0           | 0           | 41    | 19     |
| Clermont Foot 63   | Ogólnie            | Ogólnie            | 38    | 18     | 3            | 1            | 0           | 0           | 41    | 19     |
| Brescia Calcio     | 2019/20            | Serie A            | 22    | 0      | 1            | 0            | –           | –           | 23    | 0      |
| Brescia Calcio     | 2020/21            | Serie B            | 38    | 16     | 1            | 1            | –           | –           | 39    | 17     |
| Brescia Calcio     | 2021/22            | Serie B            | 19    | 4      | 1            | 0            | –           | –           | 20    | 4      |
| Brescia Calcio     | Ogólnie            | Ogólnie            | 79    | 20     | 3            | 1            | 0           | 0           | 82    | 21     |
| Ogólnie w karierze | Ogólnie w karierze | Ogólnie w karierze | 213   | 63     | 12           | 5            | 4           | 1           | 160   | 69     |

## Sukcesy

### Reprezentacyjne

#### Francja U-19
- Mistrzostwo Europy U-19 (1×): 2016